# 马大为
马大为（1963年9月11日—），河南社旗人，1984年毕业于山东大学，1989年毕业于中国科学院上海有机化学研究所获得博士学位。中国有机化学家，中国科学院上海有机化学研究所研究员。2019年当选中国科学院化学部院士。

## 生平
1990年在匹兹堡大学博士后站工作。1994年回到中国担任中国科学院上海有机化学研究所研究员。他是中国科学院1994年启动的百人计划首批引入学者之一。

## 荣誉
- 上海市十大杰出青年
- 上海市科学进步一等奖
- 国家自然科学二等奖
- 上海市自然科学牡丹奖
- 上海市科技精英
- 美国化学会Arthur C. Cope学者奖
- 2018年获得未来科学大奖物质科学奖
- 2019年獲選為中國科學院院士[2][3]